# Khay
Khay est un vizir de Ramsès II (XIXe dynastie). Il succède à Paser avant l'an 30 du règne de Ramsès II.

## Biographie
Une stèle familiale d'Abydos mentionne que Khay était le fils de Hai et de Noub-em-niout. Le père de Khay est dit être grandement favorisé par le Seigneur des Deux Terres. La mère de Khay, Noub-em-niout, est une chanteuse d'Amon et Dame de la Maison. La femme de Khay s'appelle Yam.

Khay grandit en tant que fils du commandant de troupe Hai. Une stèle d'Abydos montre que Khay a commencé sa carrière comme premier héraut royal du Seigneur des Deux Terres. Il est chargé de rapporter les affaires de l'Égypte. En l'an 26 de Ramsès II, Khay est nommé vizir. Il est possible qu'il ait succédé à Paser dans ses fonctions. Après l'an 40, Khay est chargé d'annoncer les jubilés du roi Ramsès II. À Silsila-Ouest, une stèle prononce que 

« Le Seigneur des Deux Terres, Ousermaâtrê-Setepenrê, Seigneur des Couronnes, Ramsès II, a donné la vie comme Rê pour toujours. Sa Majesté a décrété que le Noble et Comte Héréditaire, Père aimé du Dieu, Gardien de Nekhen, Prophète de Maât, Juge et Dignitaire, Gouverneur de la ville et Vizir, Khay, justifié, soit chargé de proclamer la fête du Jubilé dans tout le pays, au Sud et au Nord. »

 Les fêtes précédentes avaient été annoncées par le fils du roi, Khâemouaset et Khay, tous deux.

## Sépulture
Sa tombe a été découverte en février 2013 à Cheikh Abd el-Gournah, face à Louxor ; la pyramide en briques crues appartenant au complexe funéraire a été découverte par la mission de l'université libre de Bruxelles. Cette pyramide ferait 15 mètres de haut pour 12 mètres de large, et était coiffée d'un pyramidion représentant Khay devant le dieu Rê-Horakhty,.